# Melchor Ocampo, Naranjos Amatlán
Melchor Ocampo är en ort i Mexiko.   Den ligger i kommunen Naranjos Amatlán och delstaten Veracruz, i den sydöstra delen av landet, 260 km nordost om huvudstaden Mexico City. Melchor Ocampo ligger 52 meter över havet och antalet invånare är 231.
Terrängen runt Melchor Ocampo är platt. Runt Melchor Ocampo är det ganska glesbefolkat, med 36 invånare per kvadratkilometer. Närmaste större samhälle är Naranjos, 8,2 km väster om Melchor Ocampo. Trakten runt Melchor Ocampo består till största delen av jordbruksmark.